# Amentotaksus
Amentotaksus (lat. Amentotaxus), biljni rod iz porodice tisovki koji se sastoji od zimzelenih grmova ili malih stabala koja dostižu visinu od 7 do 50 stopa (2 - 15 m). Vrsta može biti jednodomna ili dvodomna; kada su jednodomni, muški i ženski češeri su često na različitim granama. Postoji sedam priznatih vrsta iz jugoistočne Azije. Rod je bio prisutan u Europi od paleocena do gornjeg miocena u obliku jedne vrste, A. gladifolia (Ludwig) Ferguson, Jähnichen & Alvin comb. nov. Tercijarni skupovi s Amentotaxusom ukazuju na njegovu prilagodbu raznim šumskim formacijama. Amentotaxus je preferirao mezofitne šume ponekad s kserofitskim elementima, suptropske kišne i lovorove šume i toplo-umjerene listopadne šume.
Listovi su spiralno raspoređeni na izbojcima, ali su uvijeni u osnovi da leže u dva ravna reda (osim na uspravnim vodećim izbojcima). Linearno su lancetastog oblika, dugi su 1,6 do 4,8 inča (4 - 12 cm) i široki 0,24 do 0,4 inča (6 - 10 mm), s mekom teksturom, tupim vrhovima, iznad tamnozeleno obojeni. Razlikuju se od srodnog roda Cephalotaxus po širim listovima, a od Torreya po tupim listovima, a ne s bodljastim vrhovima.

## Vrste
1. Amentotaxus argotaenia (Hance) Pilg.
2. Amentotaxus assamica D.K.Ferguson
3. Amentotaxus formosana H.L.Li
4. Amentotaxus hatuyenensis T.H.Nguyên
5. Amentotaxus hekouensis L.M.Gao
6. Amentotaxus poilanei (Ferré & Rouane) D.K.Ferguson
7. Amentotaxus yunnanensis H.L.Li